# Tot per un somni
Tot per un somni (títol original en anglès: To Die For) és una pel·lícula britànico-estatunidenca de Gus Van Sant estrenada el 1995 i doblada al català, dirigida per Gus Van Sant, amb guió de Buck Henry i protagonitzada per Nicole Kidman i Matt Dillon.

## Argument
Suzanne Stone té com a màxim somni convertir-se en una estrella com a presentadora de televisió. El seu primer esglaó en l'escalada al cim de la popularitat és un treball com a dona del temps en una cadena local. Però aspira a molt més. Amb l'ajuda dels estudiants Jimmy Emmett, Russel Hines i Lydia Merzt, comença a rodar un documental sobre els joves dels noranta. La seva desmesurada ambició la porta a utilitzar els nois per executar un terrible pla: acabar amb el seu marit, Larry Maretto, un seriós obstacle per als seus somnis de glòria. Però quan tot es descobreix, la família de Larry, per mitjà d'un assassí a sou, es venja de Suzanne.

## Repartiment
- Nicole Kidman: Suzanne Stone Maretto
- Matt Dillon: Larry Maretto
- Casey Affleck: Russel Hines
- Joaquin Phoenix: Jimmy Emmett
- Illeana Douglas: Janice Maretto
- Alison Folland: Lydia Mertz
- Dan Hedaya: Joe Maretto
- Wayne Knight: Ed Grant
- Kurtwood Smith: Earl Stone
- Holland Taylor: Carol Stone
- Susan Traylor: Faye Stone
- Maria Tucci: Angela Maretto
- Tim Hopper: Mike Warden
- Michael Rispoli: Ben DeLuca
- Buck Henry: M. H. Finlaysson
- Gerry Quigley: George
- Tom Forrester: Un pescador
- Alan Edward Lewis: Un pescador
- Nadine MacKinnon: La dona sexy
- David Cronenberg: L'home del llac
- George Segal: El conferenciant
- Joyce Maynard: L'advocat

## Al voltant de la pel·lícula
L'estructura del film està organitzada com un reportatge televisiu, es reconstrueix la vida de Suzanne al voltant de les persones que han tingut contacte amb ella. El director Gus Van Sant sembla haver-se emmirallat en dues obres mestres del cinema: Ciutadà Kane, per reconstruir la personalitat enigmàtica de Suzanne i Sunset Boulevard, en el seu deliri televisiu, l'única realitat que existeix per Suzanne és la que es mostra mitjançant les càmeres, com li passava a Norma Desmond de Billy Wilder.

## Premis i nominacions

### Premis
- 1996. Globus d'Or a la millor actriu musical o còmica per Nicole Kidman.>[4][5]

### Nominacions
- 1996. BAFTA a la millor actriu per Nicole Kidman.[6]